# Lijst van partijleiders van de SGP

Staatkundig Gereformeerde Partij logo

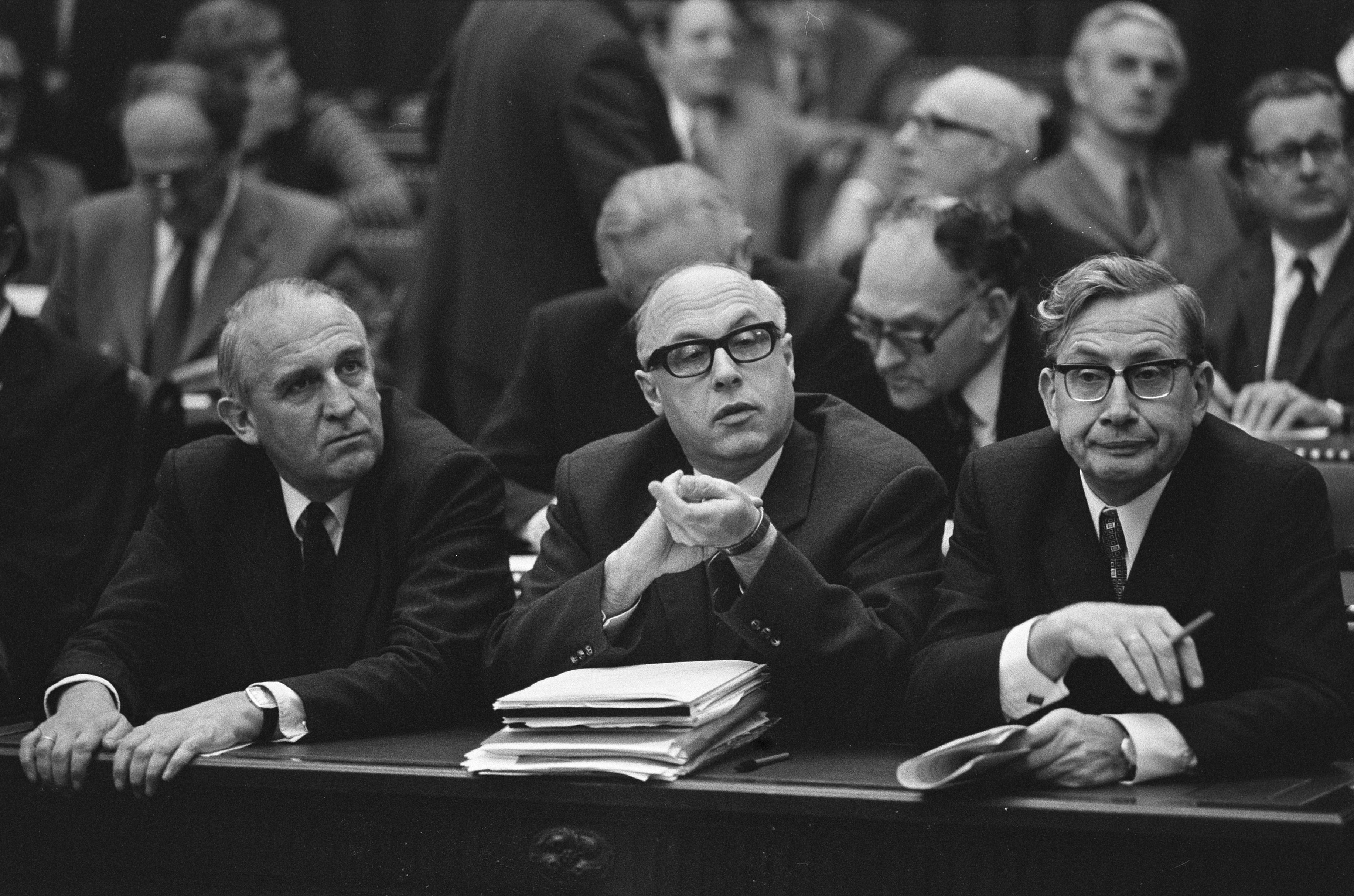
Twee partijleiders bij elkaar (links) ir. H. (Henk) van Rossum en (rechts) ds. H.G. (Hette) Abma in het midden C.N. (Cor) van Dis jr.

De Staatkundig Gereformeerde Partij (SGP) is opgericht in 1918. Hieronder een overzicht van de politiek leiders/partijleiders van de SGP.
| Partijleiders                                | Partijleiders              | Partijleiders                            | Termijn                           | Leeftijd | Functie(s) als leider / Overige functie(s)                                                           | Functie(s) als leider / Overige functie(s)                              | Lijsttrekker                       |
| -------------------------------------------- | -------------------------- | ---------------------------------------- | --------------------------------- | -------- | --- | ----------------------------------------------------------------------- | ---------------------------------- |
|                                              | G.H. (Henri) Kersten       | ds. G.H. (Henri) Kersten (1882–1948)     | 24 april 1918 – 14 september 1945 | 35–63    | Partijvoorzitter (1918–1946) Lid Tweede Kamer (1922–1945) Fractievoorzitter Tweede Kamer (1922–1945) |                                                                         | 1922 1925 1929 1933 1937           |
|                                              | P. (Pieter) Zandt          | ds. P. (Pieter) Zandt (1880–1961)        | 14 september 1945 – 4 maart 1961  | 65–80    | Lid Tweede Kamer (1925–1961) Fractievoorzitter Tweede Kamer (1945–1961) Partijvoorzitter (1946–1961) |                                                                         | 1946 1948 1952 1956 1959           |
|                                              | C.N. (Cor) van Dis sr.     | ir. C.N. (Cor) van Dis sr. (1893–1973)   | 4 maart 1961 – 28 april 1971      | 67–77    | Lid Tweede Kamer (1946–1971) Fractievoorzitter Tweede Kamer (1961–1971)                              | Lid Eerste Kamer (1971–1973) Fractievoorzitter Eerste Kamer (1971–1973) | 1963 1967                          |
|                                              | H.G. (Hette) Abma          | ds. H.G. (Hette) Abma (1917–1992)        | 28 april 1971 – 26 mei 1981       | 54–64    | Partijvoorzitter (1961–1985) Lid Tweede Kamer (1963–1981) Fractievoorzitter Tweede Kamer (1971–1981) | Lid Eerste Kamer (1981–1986) Fractievoorzitter Eerste Kamer (1981–1986) | 1971 1972 1977                     |
|                                              | H. (Henk) van Rossum       | ir. H. (Henk) van Rossum (1919–2017)     | 26 mei 1981 – 22 mei 1986         | 61–66    | Lid Tweede Kamer (1967–1986) Fractievoorzitter Tweede Kamer (1981–1986)                              |                                                                         | 1981 1982                          |
|                                              | B.J. (Bas) van der Vlies   | ir. B.J. (Bas) van der Vlies (1942–2021) | 22 mei 1986 – 27 maart 2010       | 43–67    | Lid Tweede Kamer (1981–2010) Fractievoorzitter Tweede Kamer (1986–2010)                              |                                                                         | 1986 1989 1994 1998 2002 2003 2006 |
|                                              | C.G. (Kees) van der Staaij | mr. C.G. (Kees) van der Staaij (1968)    | 27 maart 2010 – 25 augustus 2023  | 41–54    | Lid Tweede Kamer (1998–2023) Fractievoorzitter Tweede Kamer (2010–2023)                              | Lid van de Raad van State (sinds 2024)                                  | 2010 2012 2017 2021                |
|                                              | C. (Chris) Stoffer         | ir. C. (Chris) Stoffer (1974)            | 25 augustus 2023 – heden          | 48–      | Lid Tweede Kamer (sinds 2018) Fractievoorzitter Tweede Kamer (sinds 2023)                            |                                                                         | 2023                               |
| Bron: Lijsttrekkers SGP Parlement & Politiek |                            |                                          |                                   |          | |                                                                         |                                    |